# 坂井大輔

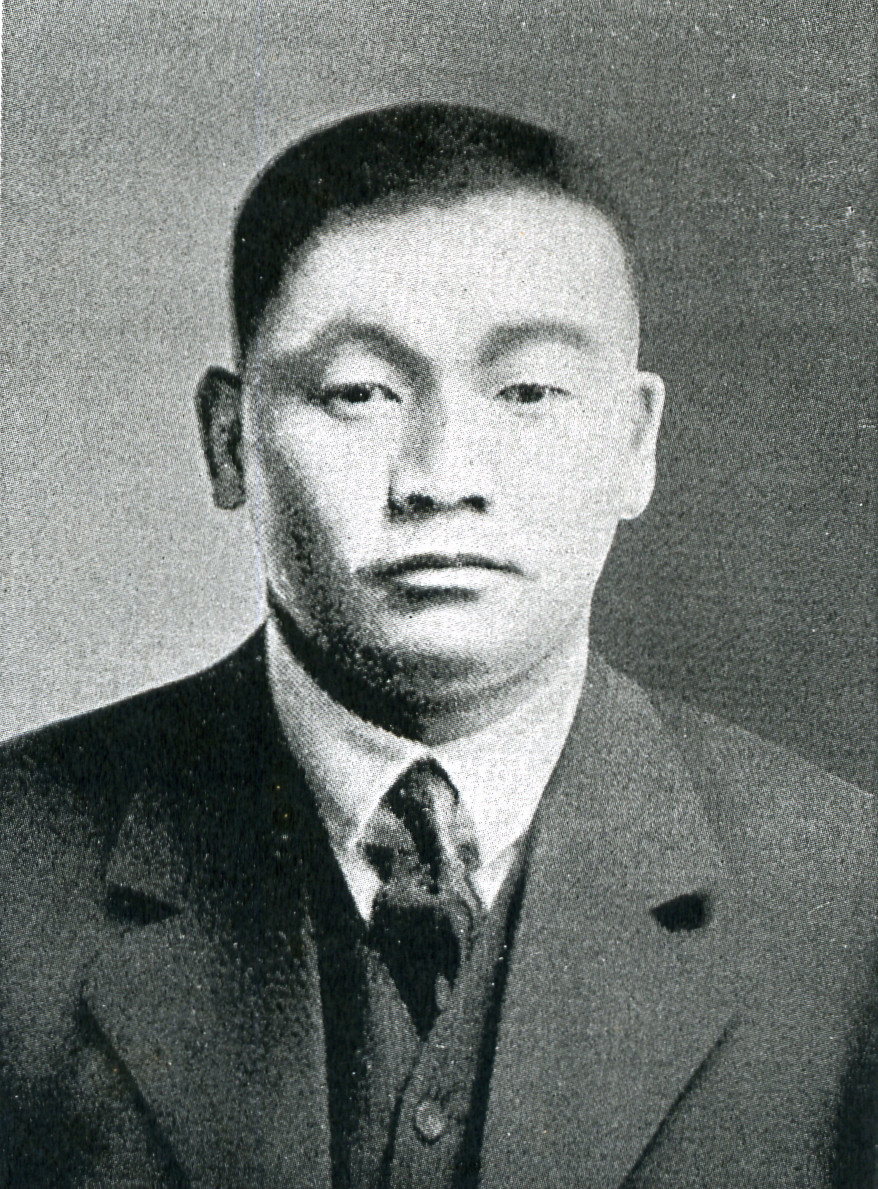
坂井大輔

坂井 大輔（さかい だいすけ、1887年（明治20年）10月16日 – 1932年（昭和7年）5月9日）は、日本の衆議院議員（立憲政友会）、逓信参与官。武道教師。玄洋社社員。

## 経歴
福岡県福岡市出身。福岡県立中学修猷館を経て、1913年（大正2年）に早稲田大学専門部政経科を卒業。その後、ワシントン大学で政治問題・社会問題を研究し、アメリカ合衆国西北部日本人専任幹事を務めた。1919年（大正8年）、渡欧してパリ講和会議を視察した。帰国後、外務省嘱託となり、1921年（大正10年）からは福岡日日新聞通信員を務めた。ワシントン会議では加藤友三郎全権代表の随員を務めた。
1924年（大正13年）、衆議院補欠選挙に出馬し、当選を果たした。その後、第15回衆議院議員総選挙から第18回衆議院議員総選挙まで連続当選を果たした。この間、1927年（昭和2年）には、議会乱闘事件に関与したとして公務執行妨害、傷害の容疑で起訴。同年12月16日に懲役三か月、執行猶予1年の判決を受ける。
この後、1931年（昭和6年）に発足した犬養内閣では逓信参与官を務めた。